# リディア・ホワイト

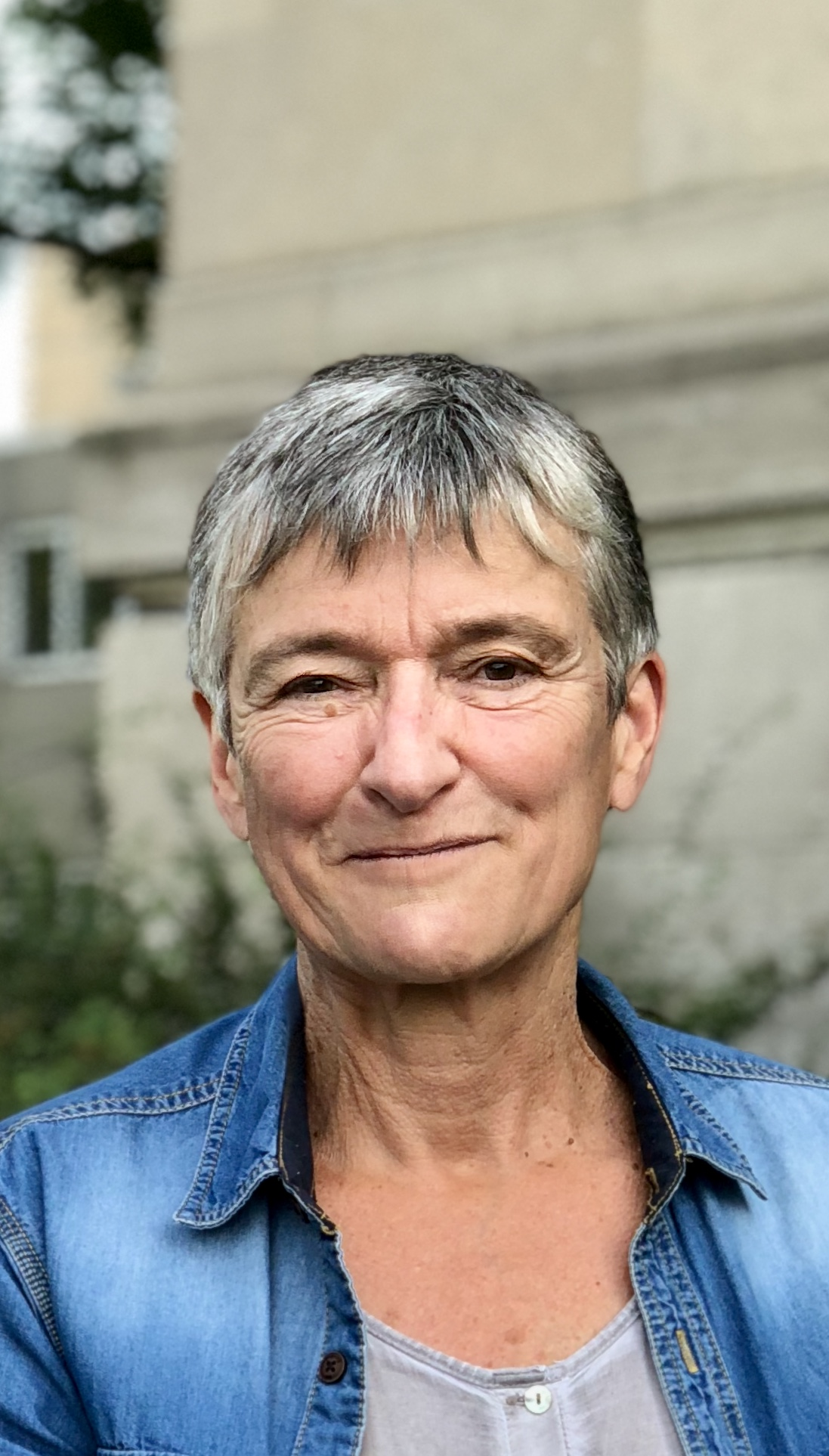
Lydia White in Montreal, Canada (2018)

リディア・ホワイト（Lydia White）は、第二言語習得（SLA）の分野の言語学者・教育者。ジェームズ・マギル言語学名誉教授 。1969年にケンブリッジ大学で道徳科学と心理学の学士号を、1980年にマギル大学で言語学の博士号を取得。2010年にはカナダ王立協会の芸術・人文科学アカデミーのフェローに選出されました。2012年には、エリザベス女王2世ダイヤモンド・ジュビリー・メダルを受賞。現在は、雑誌「言語習得（Language Acquisition）」、「Linguistic Approaches to Bilingualism」、「第二言語研究（Second Language Research）」の編集委員を務めている。また、ルーミヤナ・スラバコーヴァとともに、「言語獲得と言語障害」シリーズの共同編集者でもある。
彼女の博士論文は「文法理論と言語獲得」として書籍化され、生成文法の観点から第一言語獲得の理論的問題に取り組んでいる。1989年に出版されたSLA研究の調査書『Universal Grammar and Second Language Acquisition』は、多くの大学レベルのSLAコースの標準テキストとなっている。この本では、言語的普遍性の理論（普遍文法理論）が第二言語習得のアプローチに与えた影響を探求する研究に特に重点を置いている。2003年には、リディア・ホワイトは、第二言語習得のプロセスが万能文法によって導かれ、制約されているという主張を拡張した「Second Language Acquisition and Universal Grammar」という本を出版した。
2020年4月現在、リディア・ホワイトはGoogle Scholarで17,000以上の引用があり、h-indexは55である。

## 著書
- "Grammatical Theory and Language Acquisition", 1982, Dordrecht: Foris
- "Universal Grammar and Second Language Acquisition", 1989, Amsterdam: John Benjamins
- "Second Language Acquisition and Universal Grammar", 2003, New York: Cambridge University Press

## 論文
リディア・ホワイトは、この分野のいくつかの主要なジャーナルの特別号を編集し、「言語学習（Language Learning）」、「Studies in Second Language Acquisition」、「第二言語研究（Second Language Research）」、「言語習得（Language Acquisition）」に多くの論文を執筆している。いくつかの注目すべき例としては、以下のようなものがある。
- Prévost, Philippe and Lydia White. 2000. "Missing surface inflection or impairment in second language acquisition? Evidence from tense and agreement." Second Language Research 16: 103-133.
- White, Lydia. 1991. "Adverb placement in second language acquisition: Some effects of positive and negative evidence in the classroom." Second Language Research 7: 133-161.
- White, Lydia. 1985. "The "pro-drop" parameter in adult second language learning." Language Learning 35: 47-62.